# Wolrad Eberle
Wolrad Eberle (* 4. Mai 1908 in Freiburg im Breisgau; † 13. Mai 1949 in Köln) war ein deutscher Leichtathlet.
Eberle wurde bei den Olympischen Spielen 1932 in Los Angeles Dritter im Zehnkampf und gewann damit die erste Medaille in dieser Disziplin für Deutschland. Seine Einzelleistungen in diesem Wettkampf, bei dem er insgesamt 8030 Punkte erreichte: 11,4 s (100-Meter-Lauf), 6,77 m (Weitsprung), 13,22 m (Kugelstoßen), 1,65 m (Hochsprung), 50,8 s (400-Meter-Lauf), 16,7 s (110-Meter-Hürdenlauf), 41,34 m (Diskuswurf), 3,50 m (Stabhochsprung), 57,49 m (Speerwurf), 4:34,4 min (1500-Meter-Lauf).
1932 wurde er zudem Deutscher Meister im Zehnkampf, 1933 und 1934 Vizemeister.
Wolrad Eberle war Mitglied des Berliner Sport-Clubs und hatte bei einer Größe von 1,79 m ein Wettkampfgewicht von 77 kg.